# خمان قزم
الخَمَان القزم أو البيلسان أو بيلسان صغيرة أو خمان صغير (باللغة اللاتينية: Sambucus ebulus) هو نوع نباتي ينتمي إلى جنس الخَمَان من الفصيلة المسكية. موطنه الأصلي جنوب ووسط أوروبا وجنوب غرب آسيا (المشرق العربي). الثمرة عوزة توتية اللون.
البيلسان هو نبات معمر يصل ارتفاعه تقريبا إلى متر أو أكثر، فروعه متخشبة، متشعبة وجرداء عدد اوراقه من 5-9 وريقات مسننة الحواف، تجتمع ازهار الخمان القزم في سنمة كبيرة تويجاتها بيضاء محمرة ورائحتها عطرية.
لون ثمره الخمان القزم سوداء ممتلئة بعصير احمر اللون.

## العوامل البيئية المناسبة

### المناطق الجغرافية
تتواجد النبتة في أوروبا وشمال إفريقيا وحوض البحر الأبيض التوسط وايران ويزرع على نطاق واسع في إسبانيا.

#### البيئة
ينتشر نبات البلسان في المناطق المعتدلة والباردة من العالم وينمو في الأدغال

##### الاستزراع والإنتاجية
تتكاثر نبتة الخمان عن طريق البذور حيث تنثر في التربة مباشرة أو تزرع في مشاتل وبعد ذلك تنقل الغراس إلى الأرض الدائمة ويمكن أيضا زراعة العقل الجذرية بالشتاء وتحتاج للري في الصيف عندما تبدأ حياة النبتة.

## المكونات الكيميائية
الأوراق: تحتوي على مركبات مُرّة وسيانوجينية، سكاكر، خميرة الايمولسين، وزيت طيار (زيت الخمان).
الثمار: تحتوي على ستيرولات، زيت الطيار، فلافونوئيدات، بعض الأغوال الأليفاتية والحموض الدسمة غير المشبعة وغليكوزيدات سيانوجينية Cyanogenetic glycosid .
الازهار: تحتوي على سكاكر، غليكوزيدات سيانوجينية، وآثاره من زيت طيار،
الجذور: تحتوي على اینوزیتول Inositol ، تانينات كاتيشية catechin، آثار من زيت طيار، سكروز، غليكوزيدات سيانوجينية وايضا يحوي غليكوزيدات ایریدوئيدية Iridoidglycoside مثل الايبولوزيد Ebulosid والايزوسویروزید 

## استعمالات وتأثيرات

### فوائد
تستعمل اوراق وازهارالنبتة لخواصها الملينة والعرقة والمدرة.
يحتوي مستخلص أوراق النبتة بخواص مضادة للبكتيريا. تستعمل نبتة الخمان القزم في حالات الاستسقاء والروماتيزم ومعالجة الوزمة، وآلام المفاصل المزمن وأمراض البرد والإمساك ويستخدم في تطهير الجروح، وأمراض قرح الجلد والتهابات البشرة، ويعالج الاضطرابات العصبية والصداع النصفي، كذلك تدخل ثمار الخمان بصناعة المشروبات.

#### التأثيرات الجانبية
يجب تجنب استعمال ثمار الخمان القزم لان الجرعات المرتفعة منها قد تسبب انخفاضا في ضغط الدم، وفقدان الوعي، وصداع، وغثيانا وإقياء، وازرقاق الوجه، وطنين الأذن، وسمية خاصة (التسمم بالسيانيد)، وقد تحدث الوفاة.

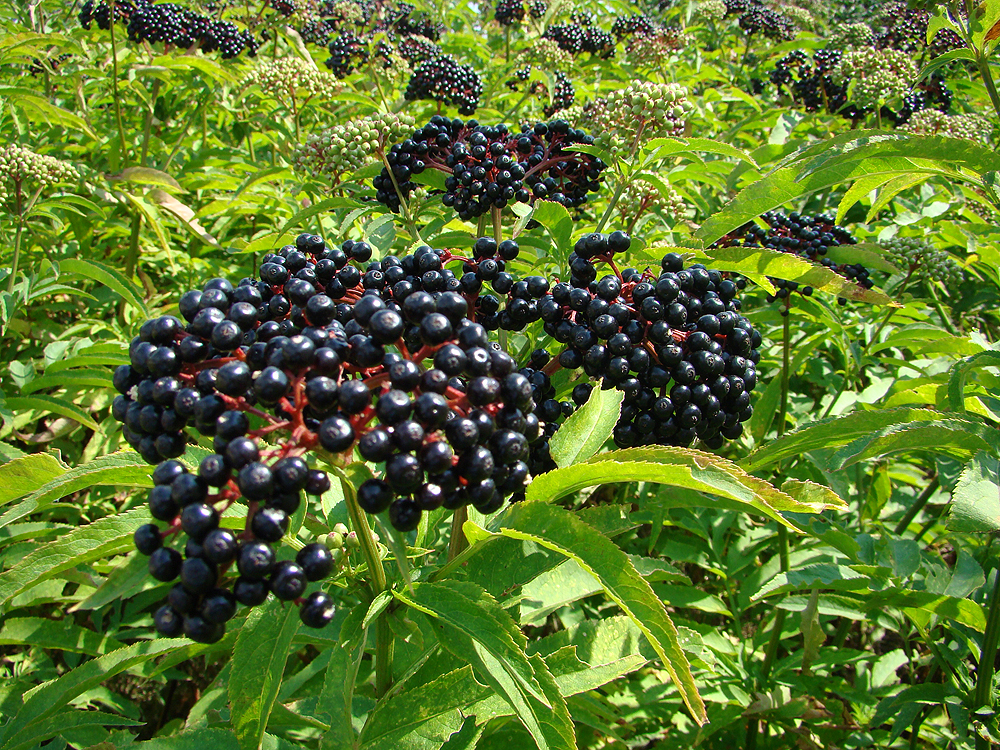
ثمار الخَمَان القزم